# Jean-Paul Le Tarare
Jean Paul Albert Vaillant dit Jean-Paul Le Tarare, né  le 6 septembre 1899 dans le 12e arrondissement de Paris et mort le 8 mai 1982 dans le même arrondissement, est un acteur et metteur en scène de cinéma et un homme de lettres français.
Il est le cousin germain du journaliste et homme politique Paul Vaillant-Couturier, et du comédien Christian Alers.

## Biographie
Il est le fils de Paul Vaillant, représentant de commerce (1898), artiste lyrique, artiste dessinateur et de Jeanne Marie Juliette Henriette Cassan dite Cassan-Vaillant, artiste peintre.
Au temps du cinéma muet, il joue dans plusieurs films sous le nom de scène de Jean-Paul Le Tarare. Atteint de nanisme, sa petite taille (1,10 m) le cantonnera dans des rôles de « nain de cinéma ». Mais il est aussi réalisateur et écrivain.
Le 8 juin 1948, il épouse à Paris 12e Simone Marthe Marie Laville, fille de Ferdinand Laville (mariage religieux le lendemain en l'église de l'Immaculée Conception (75012)).
Il n'y a pas d'enfant connu pour ce couple.

## Filmographie
Acteur
- 1920 : Le Lys de la vie de Loïe Fuller
- 1922 : La Conquête des Gaules de Marcel Yonnet et Yan Bernard Dyl
- 1922 : La Terre du diable de Luitz-Morat
- 1923 : La Légende de sœur Béatrix de Jacques de Baroncelli
- 1924 : La Galerie des monstres de Jaque Catelain
- 1924 : Violettes impériales d'Henry Roussel
- 1928 : Rêve de plage

Réalisateur
- 1920 : Le Lys de la vie
- 1928 : Rêve de plage
- 1929 : Belleville, codirigé avec Pierre Ramelot, assistant prise de vues Jean Dréville, avec Mireille Séverin et E. Bré

## Publications
- La Vie miraculeuse, pièce en trois actes, 1928.
- « Théâtre du Bourdon » in L'Arche, 1931.
- Moi, un nain, roman, éditions Denoël, 1938.
- Le voyage immobile, 1956.
- Mort d'un compagnon, 1982.